# Oxyrrhynchium corralense
Oxyrrhynchium corralense là một loài Rêu trong họ Brachytheciaceae. Loài này được (Lorentz) M. Fleisch. ex Reimers mô tả khoa học đầu tiên năm 1926.